# Cheilotrichia maneauensis
Cheilotrichia maneauensis är en tvåvingeart som beskrevs av Alexander 1960. Cheilotrichia maneauensis ingår i släktet Cheilotrichia och familjen småharkrankar. Inga underarter finns listade i Catalogue of Life.